# Naria acicularis
Naria acicularis – gatunek porcelanki. Osiąga od 17 do 31 mm. Porcelanka szczeciniasta jest niezbyt rozpowszechnioną porcelanką, chociaż zdarzają się spore kolonie tego gatunku. 

## Występowanie
Porcelanka Naria acicularis zasiedliła, stosunkowo nietypowe dla rodziny Cypraeidae, obszary morskie na wschód od obu Ameryk – od amerykańskiego stanu Karolina Północna, poprzez Kolumbię aż po południowe krańce Brazylii.